# Matija Smrekar
Matija Smrekar (Zabok, 8 aprile 1989) è un calciatore croato, attaccante del Mladost Zabok.

## Carriera

### Club
Ha giocato nella massima serie dei campionati croato, sloveno, rumeno e maltese, e nella seconda divisione francese.

## Statistiche

### Cronologia presenze e reti in nazionale
| Cronologia completa delle presenze e delle reti in nazionale ― Croazia under 21 | Cronologia completa delle presenze e delle reti in nazionale ― Croazia under 21 | Cronologia completa delle presenze e delle reti in nazionale ― Croazia under 21 | Cronologia completa delle presenze e delle reti in nazionale ― Croazia under 21 | Cronologia completa delle presenze e delle reti in nazionale ― Croazia under 21 | Cronologia completa delle presenze e delle reti in nazionale ― Croazia under 21 | Cronologia completa delle presenze e delle reti in nazionale ― Croazia under 21 | Cronologia completa delle presenze e delle reti in nazionale ― Croazia under 21 |
| Data                                                                            | Città                                                                           | In casa                                                                         | Risultato                                                                       | Ospiti                                                                          | Competizione                                                                    | Reti                                                                            | Note                                                                            |
| ------------------------------------------------------------------------------- | ------------------------------------------------------------------------------- | ------------------------------------------------------------------------------- | ------------------------------------------------------------------------------- | ------------------------------------------------------------------------------- | ------------------------------------------------------------------------------- | ------------------------------------------------------------------------------- | ------------------------------------------------------------------------------- |
| 5-9-2008                                                                        | Varaždin                                                                        | Croazia under 21                                                                | 4 – 0                                                                           | Albania under 21                                                                | Qual. Europeo Under-21 2009                                                     | 1                                                                               | 51’                                                                             |
| 9-9-2008                                                                        | Varaždin                                                                        | Croazia under 21                                                                | 1 – 1                                                                           | Italia under 21                                                                 | Qual. Europeo Under-21 2009                                                     | -                                                                               |                                                                                 |
| 11-2-2009                                                                       | Costrena                                                                        | Croazia under 21                                                                | 2 – 1                                                                           | Macedonia del Nord under 21                                                     | Amichevole                                                                      | 1                                                                               | 81’                                                                             |
| 27-3-2009                                                                       | Varaždin                                                                        | Croazia under 21                                                                | 1 – 1                                                                           | Montenegro under 21                                                             | Amichevole                                                                      | -                                                                               | 83’                                                                             |
| Totale                                                                          |                                                                                 | Presenze                                                                        | 4                                                                               |                                                                                 | Reti                                                                            | 2                                                                               |                                                                                 |

## Palmarès

### Club

#### Competizioni nazionali
- Campionato sloveno: 1

Maribor: 2012-2013
- Coppa di Slovenia: 1

Maribor: 2012-2013